# Tomass Dukurs
Tomass Dukurs (ur. 2 lipca 1981 w Rydze) – łotewski skeletonista, wielokrotny zdobywca miejsca na podium klasyfikacji generalnej Pucharu Świata, wielokrotny medalista mistrzostw Europy, brązowy medalista mistrzostw świata w Winterbergu.

## Życie prywatne
Jest synem byłego łotewskiego bobsleisty, a obecnie trenera skeletonu Dainisa Dukursa. Ma młodszego brata Martinsa, który również jest skeletonistą.

## Kariera
Na arenie międzynarodowej zaczął występować w 2001 roku biorąc udział w mistrzostwach świata w Calgary, na których zajął 29. miejsce. Jego pierwszym ważnym osiągnięciem było wywalczenie brązowego medalu na rozgrywanych sześć lat później mistrzostwach Europy w Königssee. Przegrał wtedy tylko z Rosjaninem Aleksandrem Trietjakowem i Austriakiem Markusem Penzem. W 2015 roku doczekał się największego sukcesu w karierze, kiedy to zdobył brązowy medal na mistrzostwach świata w Winterbergu, na których uplasował się na podium za Martinsem Dukursem i Aleksandrem Trietjakowem. Z kolei w następnym roku ex aequo z bratem wywalczył złoty medal na mistrzostwach Europy w Sankt Moritz, na których obaj wyprzedzili na podium Rosjanina Nikitę Triegubowa. W 2002 roku wziął udział w igrzyskach olimpijskich w Salt Lake City, na których zajął 21. miejsce. Na imprezach tej rangi znacznie lepiej wypadał w 2010 roku w Vancouver i w 2014 roku w Soczi – w obu rywalizację kończył na 4. miejscu. Z rozgrywanych w 2018 roku igrzysk olimpijskich w Pjongczangu wrócił z 5. miejscem. Cztery lata później w Pekinie był 9.
W zawodach Pucharu Świata zadebiutował 26 listopada 2004 roku na rozgrywanych w Winterbergu zawodach sezonu 2004/2005, na których zajął 31. miejsce. Pierwsze podium w tym cyklu zaliczył 2 lutego 2008 roku, kiedy to na zorganizowanych w Königssee zawodach sezonu 2007/2008 był trzeci, przegrywając tylko z Niemcem Florianem Grasslem i Brytyjczykiem Kristanem Bromleyem. Na podium klasyfikacji generalnej Pucharu Świata stawał siedmiokrotnie. Pierwszy raz znalazł się na nim w sezonie 2011/2012, który zakończył na trzecim miejscu, tuż za swoim bratem oraz Niemcem Frankiem Rommelem.
Po sezonie 2021/2022 zakończył sportową karierę.

## Osiągnięcia

### Igrzyska olimpijskie
| Rok  | Miejsce        | Lokata |
| ---- | -------------- | ------ |
| 2002 | Salt Lake City | 21.    |
| 2010 | Vancouver      | 4.     |
| 2014 | Soczi          | 4.     |
| 2018 | Pjongczang     | 5.     |
| 2022 | Pekin          | 9.     |

### Mistrzostwa świata
| Rok  | Miejsce      | Lokata |
| ---- | ------------ | ------ |
| 2001 | Calgary      | 29.    |
| 2004 | Königssee    | 20.    |
| 2007 | Sankt Moritz | 18.    |
| 2008 | Altenberg    | 11.    |
| 2009 | Lake Placid  | 22.    |
| 2011 | Königssee    | 9.     |
| 2012 | Lake Placid  | 5.     |
| 2013 | Sankt Moritz | 8.     |
| 2015 | Winterberg   | 3.     |
| 2016 | Igls         | 6.     |
| 2017 | Königssee    | 12.    |
| 2019 | Whistler     | 5.     |
| 2020 | Altenberg    | 7.     |
| 2021 | Altenberg    | 7.     |

### Mistrzostwa Europy
| Rok  | Miejsce      | Lokata |
| ---- | ------------ | ------ |
| 2004 | Altenberg    | 12.    |
| 2005 | Altenberg    | 8.     |
| 2006 | Sankt Moritz | 14.    |
| 2007 | Königssee    | 3.     |
| 2008 | Cesana       | 9.     |
| 2009 | Sankt Moritz | 16.    |
| 2010 | Igls         | 4.     |
| 2011 | Winterberg   | 4.     |
| 2012 | Altenberg    | 2.     |
| 2013 | Igls         | 3.     |
| 2014 | Königssee    | 2.     |
| 2015 | La Plagne    | 3.     |
| 2016 | Sankt Moritz | 1.     |
| 2017 | Winterberg   | 2.     |
| 2018 | Igls         | 5.     |
| 2019 | Igls         | 4.     |
| 2020 | Sigulda      | 2.     |
| 2021 | Winterberg   | 6.     |
| 2022 | Sankt Moritz | 7.     |

### Puchar Świata
| Sezon     | Lokata |
| --------- | ------ |
| 2004/2005 | 17.    |
| 2005/2006 | 23.    |
| 2006/2007 | 9.     |
| 2007/2008 | 11.    |
| 2008/2009 | 16.    |
| 2009/2010 | 4.     |
| 2010/2011 | 8.     |
| 2011/2012 | 3.     |
| 2012/2013 | 2.     |
| 2013/2014 | 2.     |
| 2014/2015 | 2.     |
| 2015/2016 | 3.     |
| 2016/2017 | 9.     |
| 2017/2018 | 3.     |
| 2018/2019 | 7.     |
| 2019/2020 | 6.     |
| 2020/2021 | 3.     |
| 2021/2022 | 8.     |

## Odznaczenia
- Order Trzech Gwiazd – Łotwa, 4 maja 2014[5]